# Lekarz (powieść)
Lekarz (ang. The M.D.: A Horror Story) – powieść-horror autorstwa Thomasa M. Discha. Ukazała się w 1991. Jej akcja w znacznej części rozgrywa się w Saint Paul (Minnesota), gdzie Disch uczęszczał do szkoły średniej.

## Fabuła
Historia zaczyna się w przedszkolu, w klasie zerowej, której wychowawczynią jest siostra zakonna, Mary Symphorosa, i w przeddzień ferii świątecznych z okazji Bożego Narodzenia. Mały Billy Michaels wpada w niepohamowany gniew, kiedy usłyszał kategoryczne oświadczenie zakonnicy, że św. Mikołaj (ten, który przynosi prezenty) nie istnieje, a uczniowie powinni wierzyć w Boga, nie zaś w fałszywe bóstwa.
Billy był rozjuszony nie dlatego, iż jego wyobrażenia okazały się nieprawdziwe, ale dlatego, że „na własne” oczy widział Mikołaja, a nawet z nim rozmawiał jak ze zwykłym człowiekiem. Z upływem czasu ich spotkania zaczynają się powtarzać. Kiedy Billy staje się dostatecznie dużym chłopcem, Mikołaj wyjawia mu, że w istocie jest rzymskim bogiem, Merkurym, patronem dróg, posłańców i celników, nie wspominając jednak, że również złodziei i łotrów. Powiadamia natomiast chłopca, że jego magicznym atrybutem jest kaduceusz, będący zarazem symbolem wiedzy medycznej.
W zamian za oddawanie mu czci, Merkury pozwala Billy’emu korzystać z kaduceusza, który w tym wypadku okazuje się parą splecionych ze sobą patyków z przywiązanym do ich wierzchołków zasuszonym wróblem. Dysponując kaduceuszem, chłopiec uzyskuje moc leczenia, ale również wyrządzania krzywdy.
Dorastający Billy eksperymentuje z posiadaną mocą. Żeby jej użyć, musi wypowiedzieć rymowane zaklęcie, które raz wyrecytowane, nie może być cofnięte. Samą klątwą nie jest w stanie zabić, może jednak wywołać chorobę, powodującą śmierć. Eksperymenty Billy’ego, zwłaszcza te, które przeprowadza kierowany dobrymi intencjami, niekiedy przynoszą nieoczekiwane skutki: ci, którym chciał pomóc, doznają krzywdy.
Z upływem lat, Billy wykorzystuje swoją moc wyłącznie do realizacji własnych zamierzeń, powstałych z egoizmu i megalomanii. Już jako William Michaels, znany lekarz, dopuszcza się niegodziwości na wielką skalę, powodując śmiertelną epidemię, żeby w konsekwencji czerpać zyski z prowadzenia zamkniętych obozów dla chorych. Jak każdy czarny charakter jest przy tym nieświadomy, że sprowadzanie na innych nieszczęścia, doprowadzi go w końcu do zguby.